# Clos Barbisier
Le clos Barbisier est un jardin public / roseraie du centre historique de Besançon dans le Doubs en Franche-Comté. Ce jardin écologique baptisé du nom de Barbisier, est labellisé Ecojardin.

## Historique
En 1988, le service des espaces verts de la municipalité de Besançon crée cet espace vert écologique à l'abri des remparts du Fort Griffon, au sommet du passage de l'Hôtel de Champagney, entre le chemin du Fort Griffon et le 37 rue Battant, au cœur du quartier Battant. Un petit square avec un terrain de jeux pour enfants jouxte la roseraie.

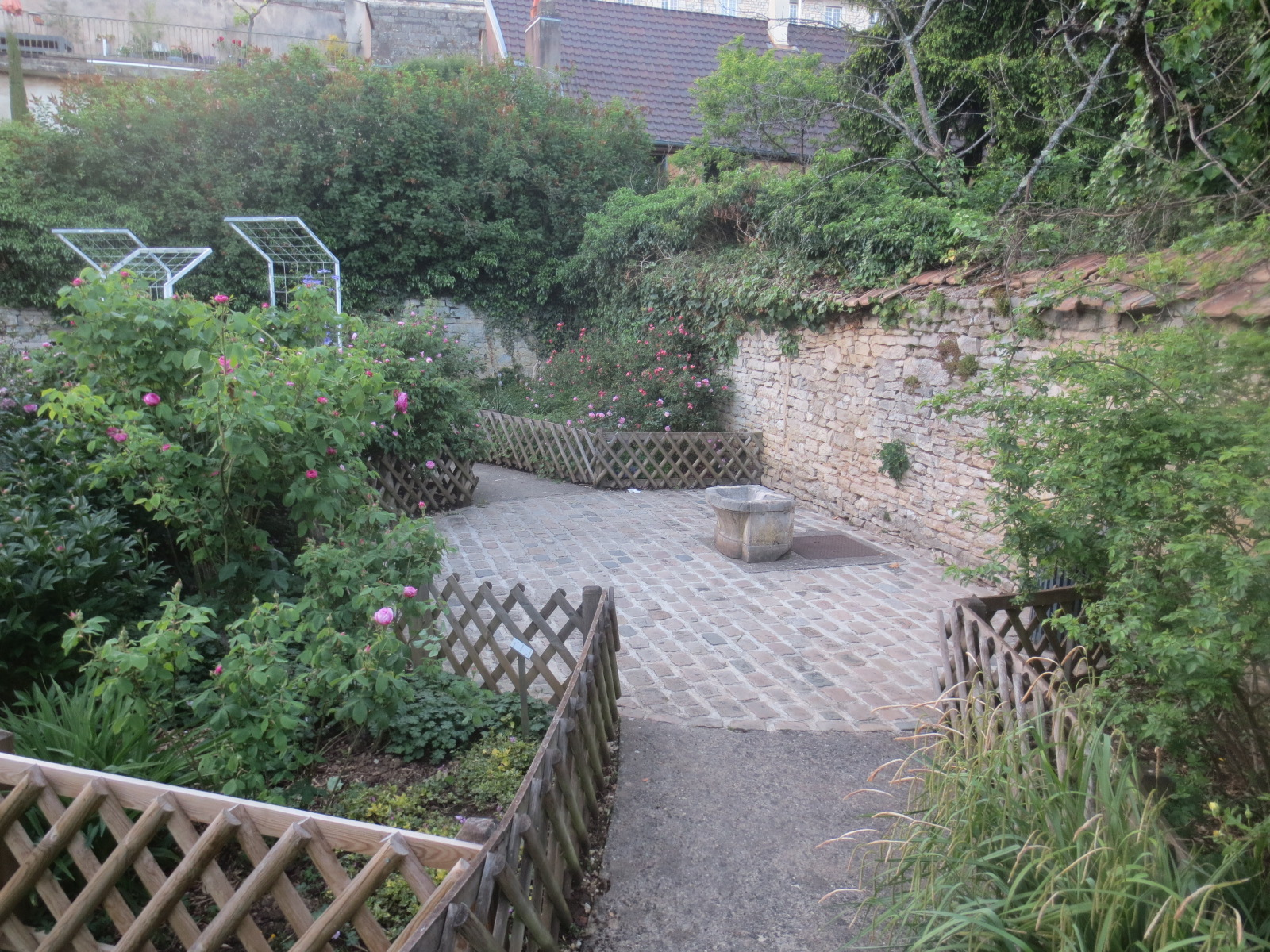
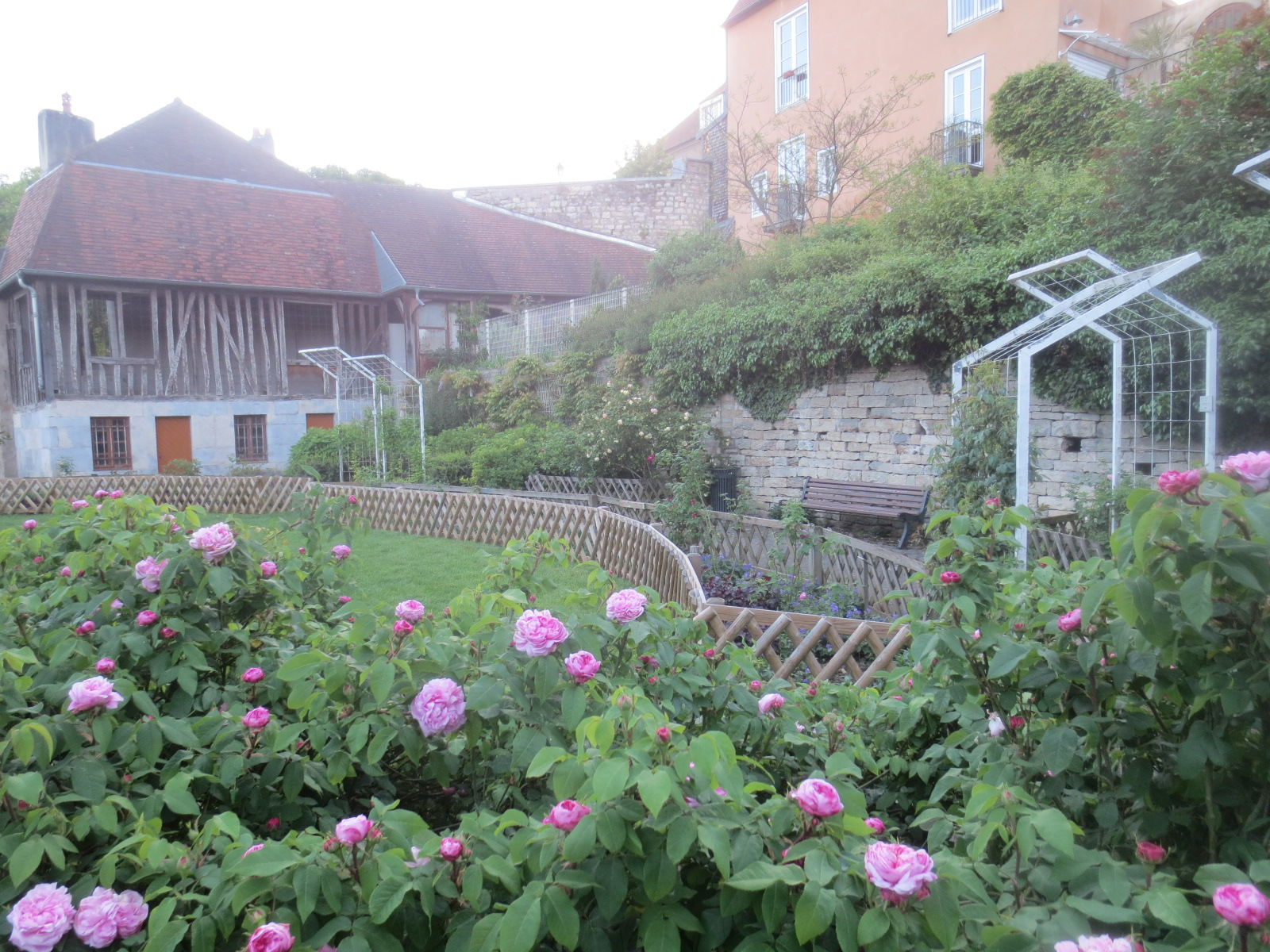
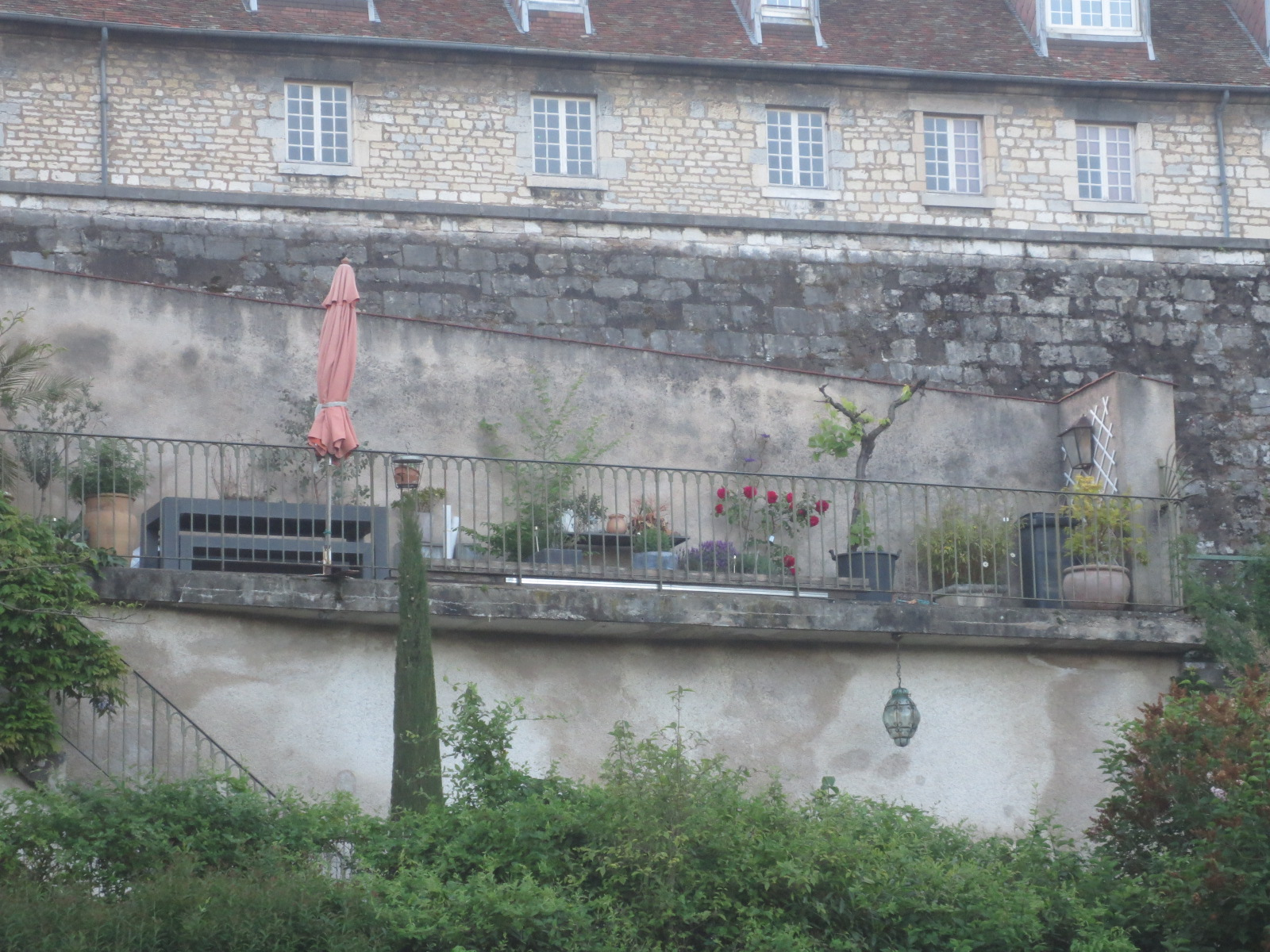

Il est baptisé du nom de Barbisier, personnage bisontin folklorique de l'ancienne population vigneronne historique du quartier Battant.
La roseraie est agrémentée de massifs de plantes vivaces et d'une collection de nombreuses variétés de roses anciennes, avec une floraison culminante au mois de juin : rosiers de France, rosiers blanc, roses à cent feuilles, roses de Damas, rosiers de chine, rosiers Bourbon, rosiers thé, rosiers de Noisette ... avec des noms historiques évocateurs dont des roses 'comte de Chambord', 'Yolande d'Aragon', 'Jacques Cartier', Reine Victoria', 'comte de Falloux', 'Fantin-Latour', 'Reine Olga de Wurtemberg', etc.

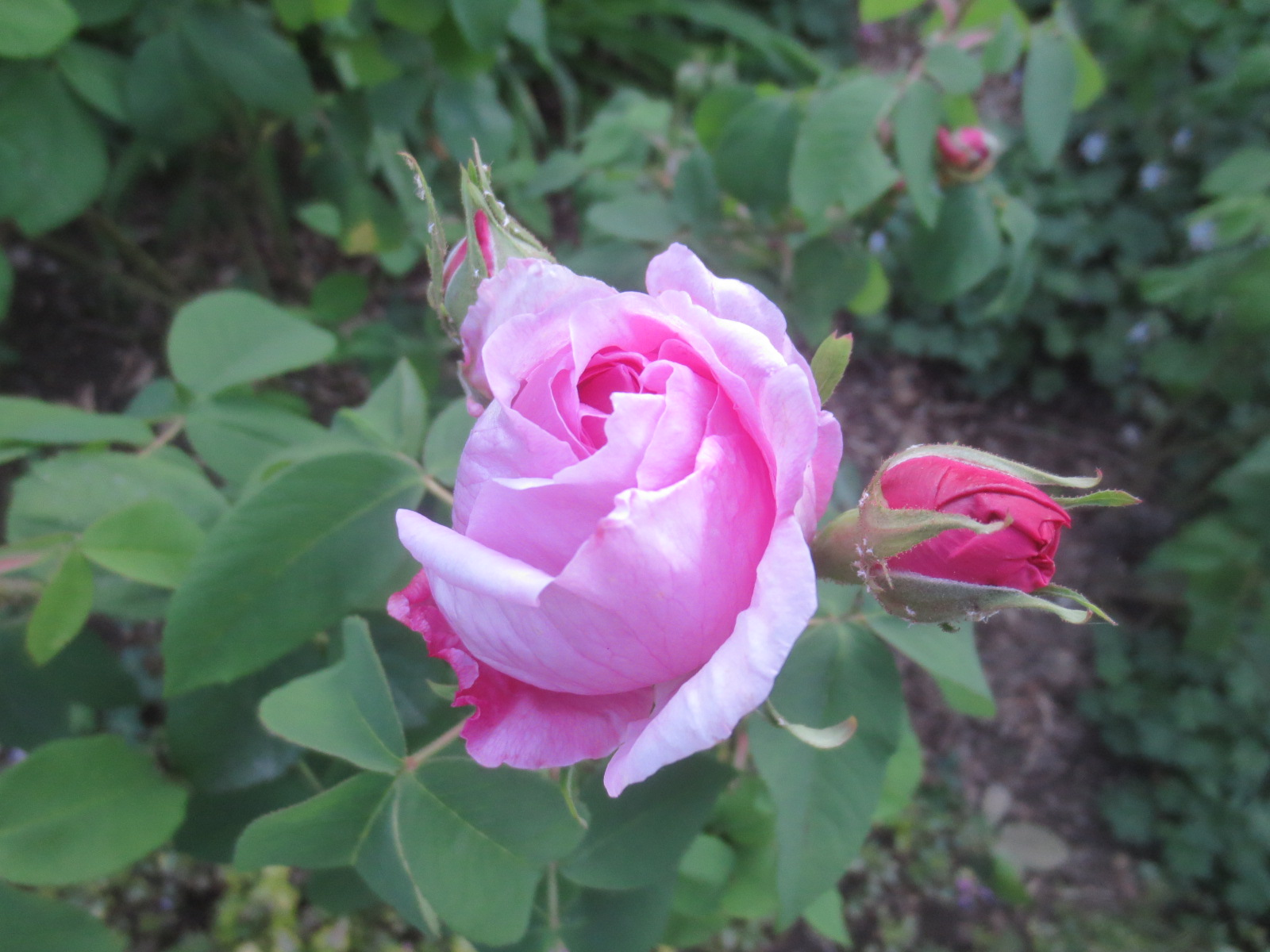
'Comte de Chambord'
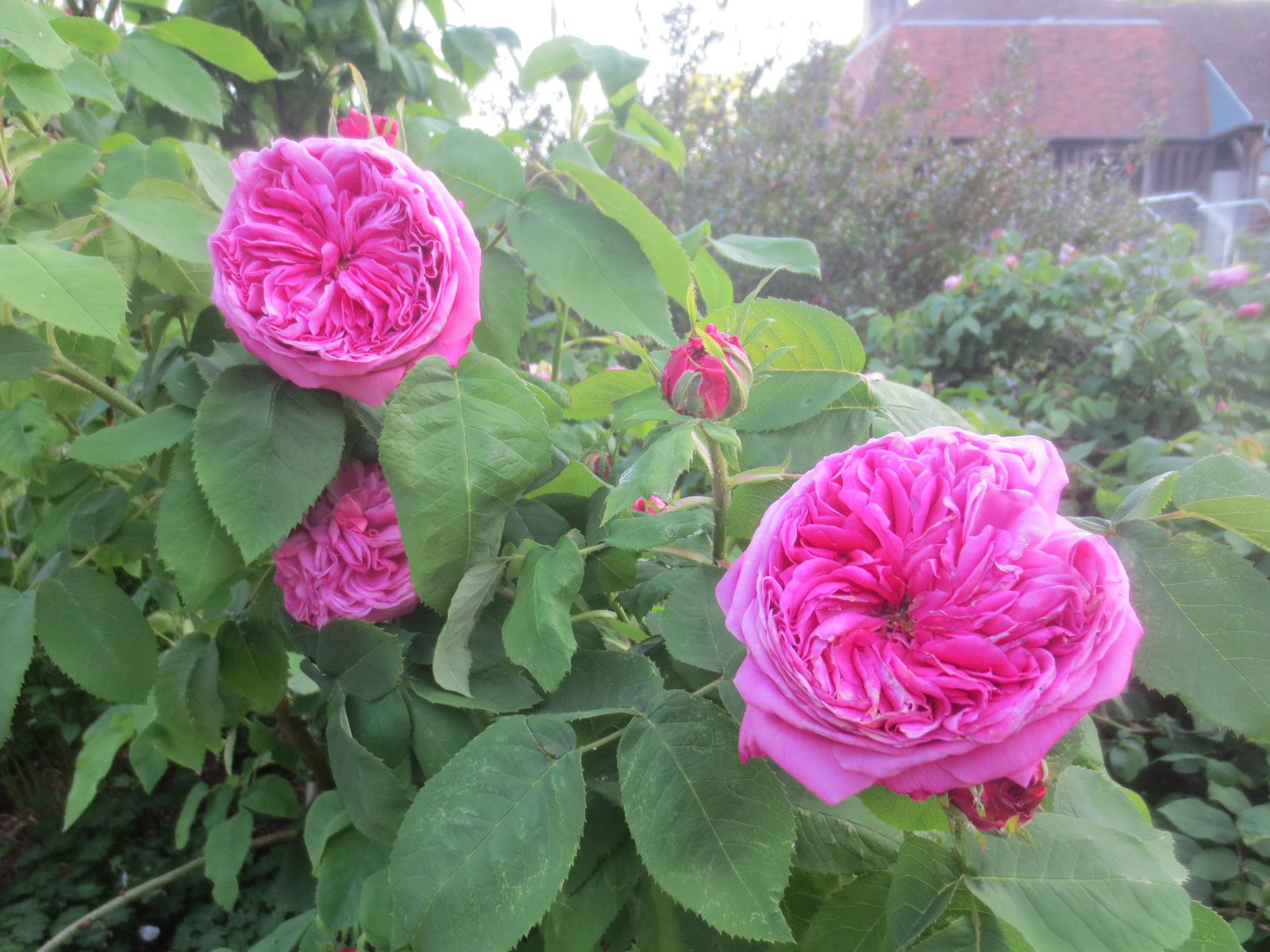
'Yolande d'Aragon'
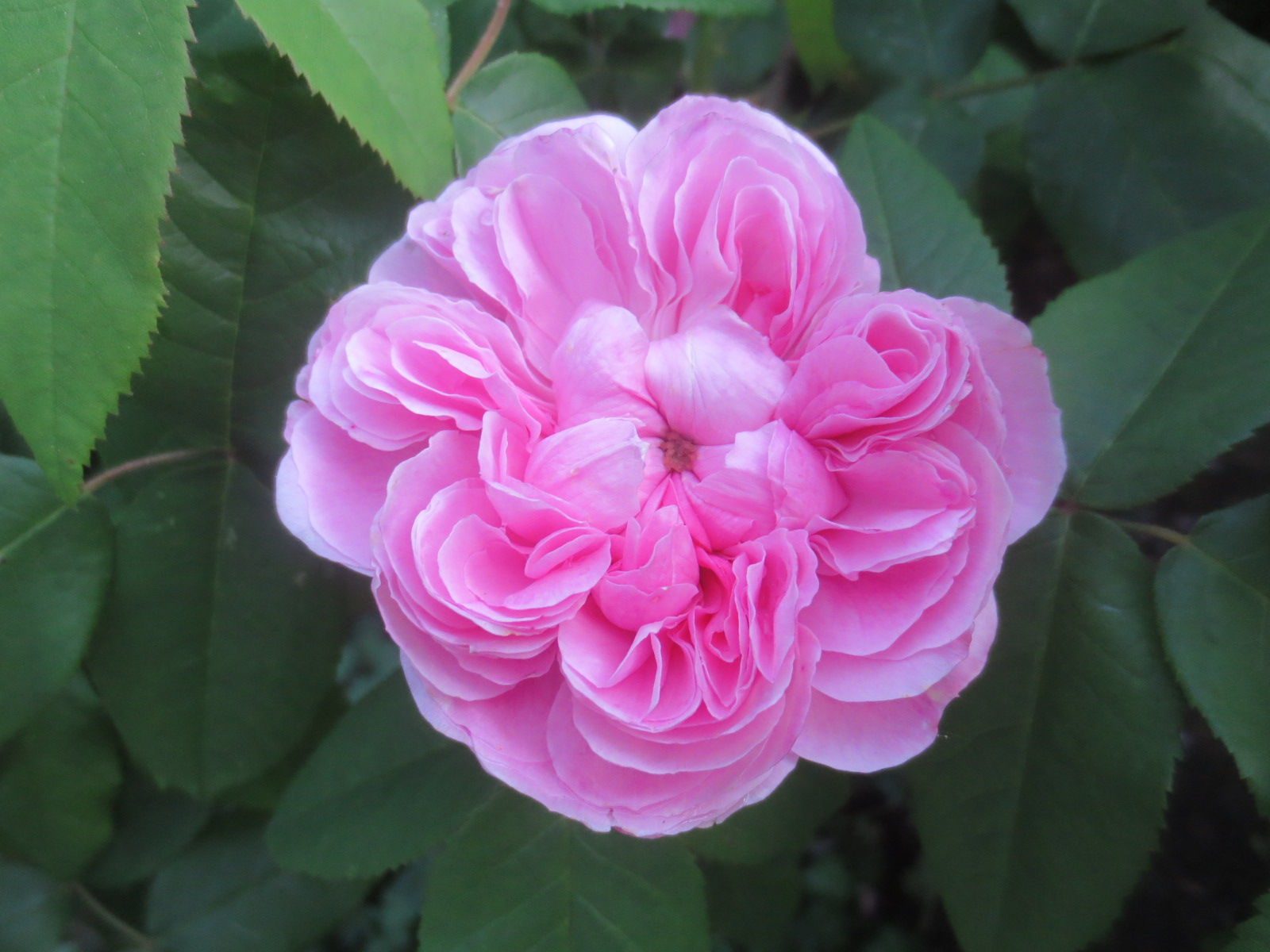
'Jacques Cartier'
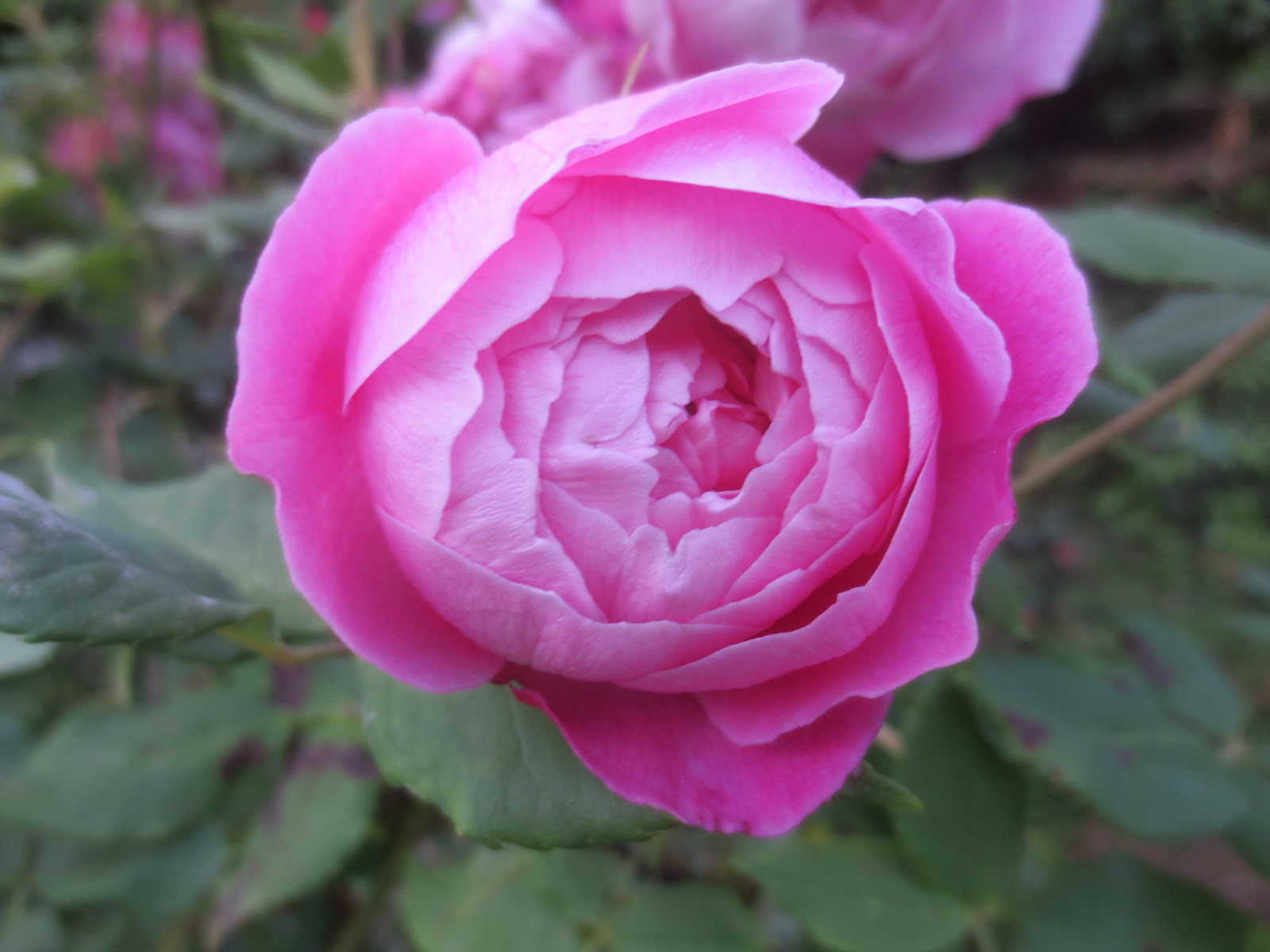
'Reine Victoria'
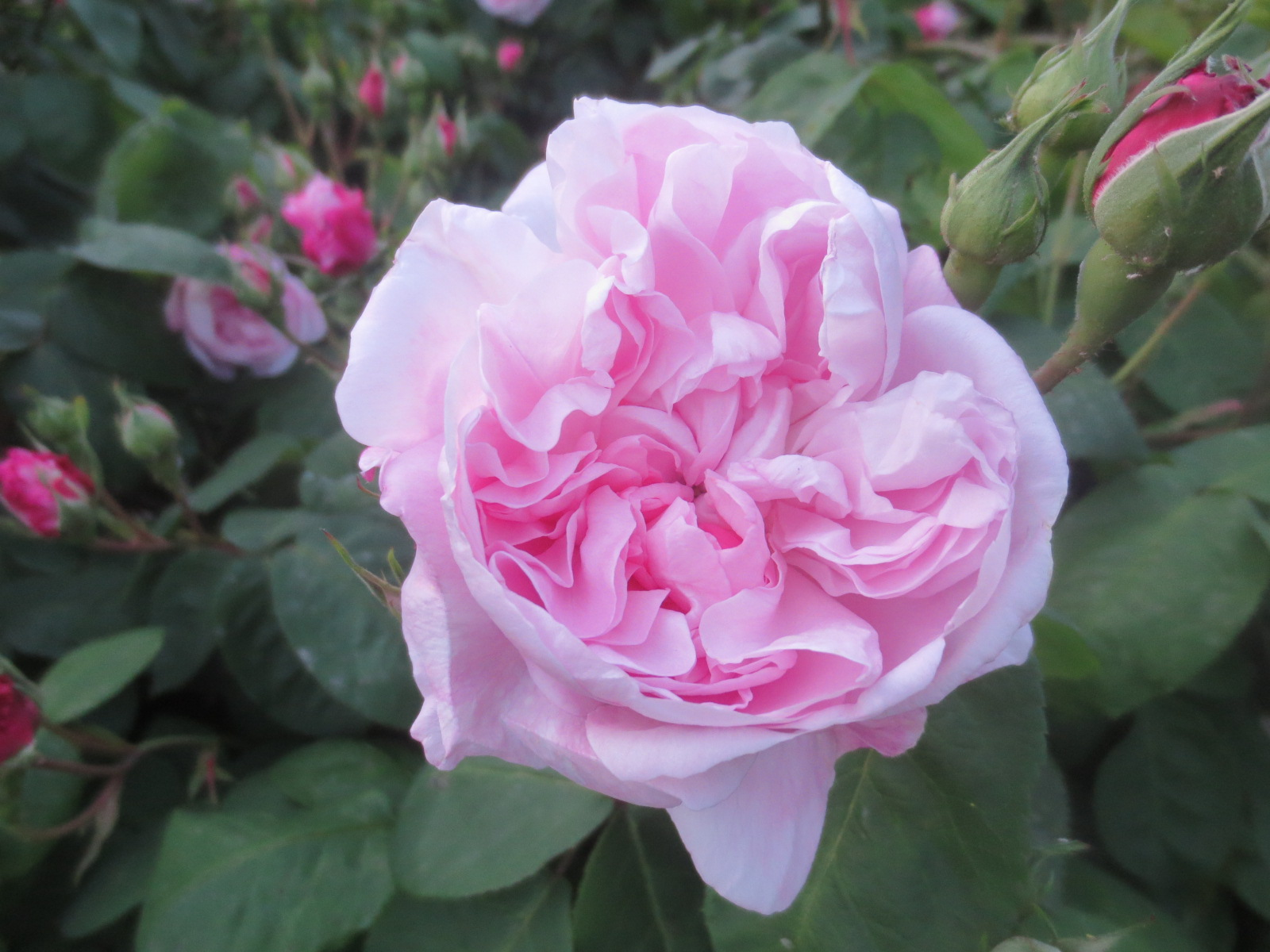
'Fantin-Latour'
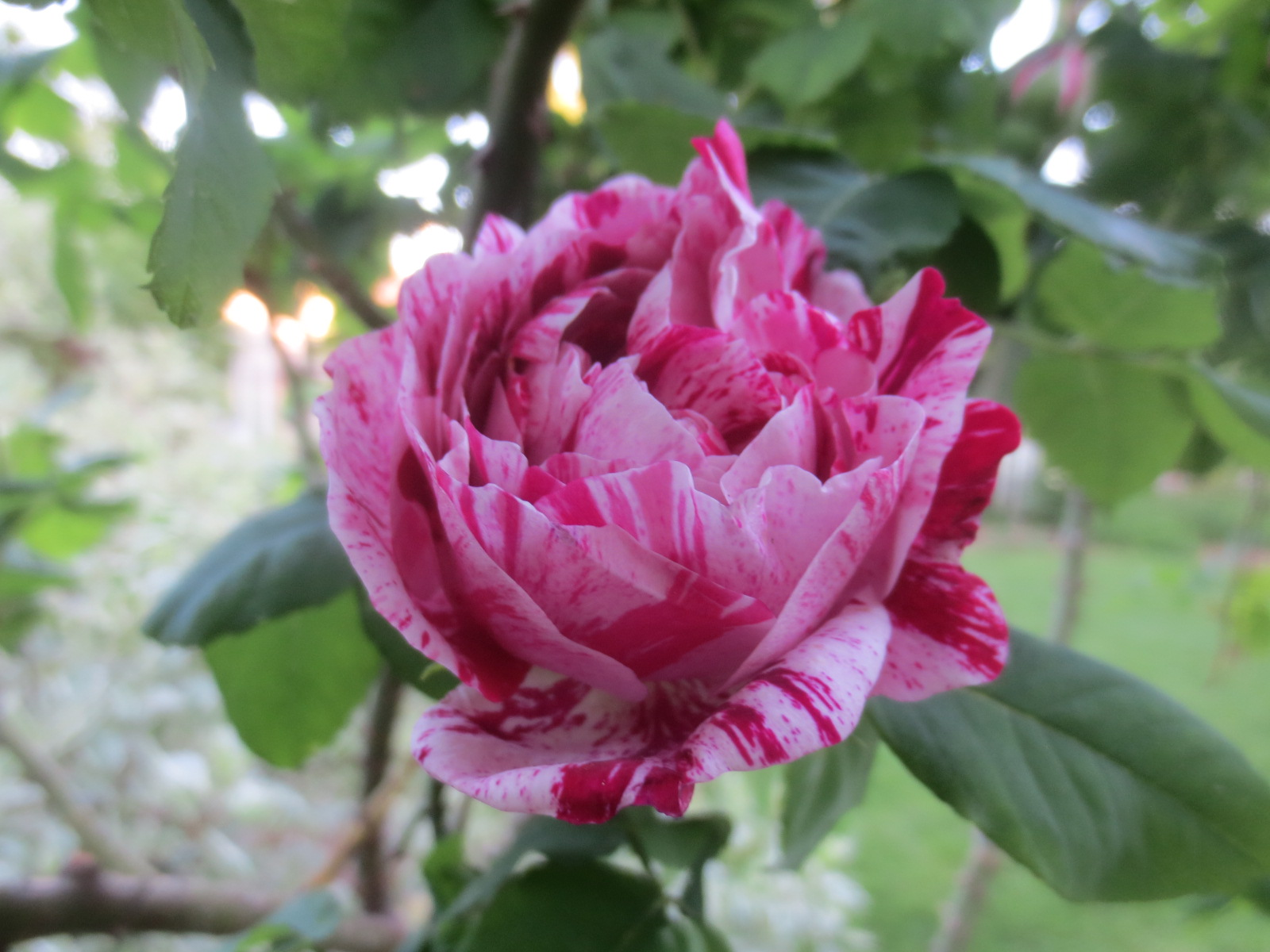
'Tricolore de Flandre'
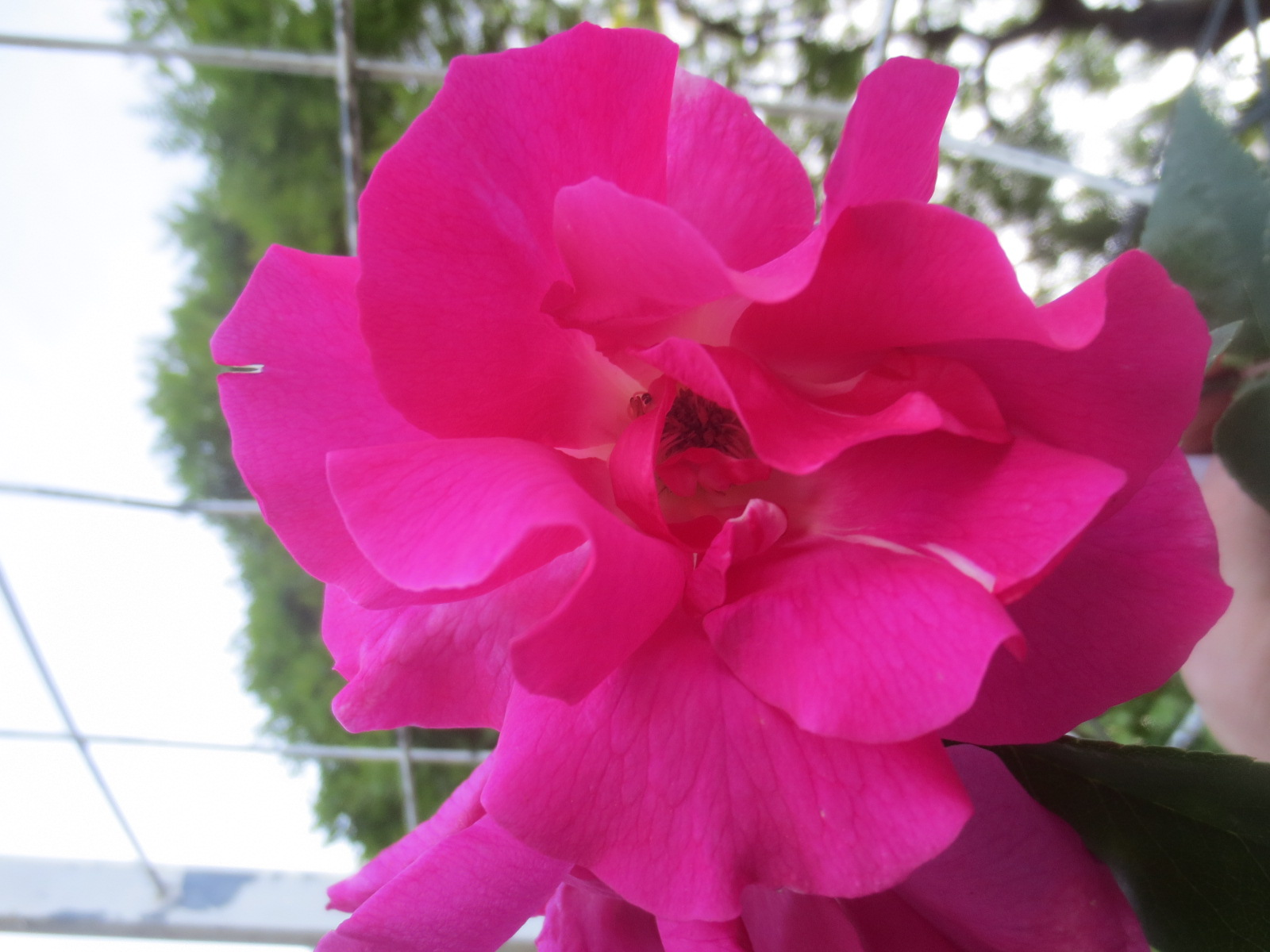
'Reine Olga de Wurtemberg'
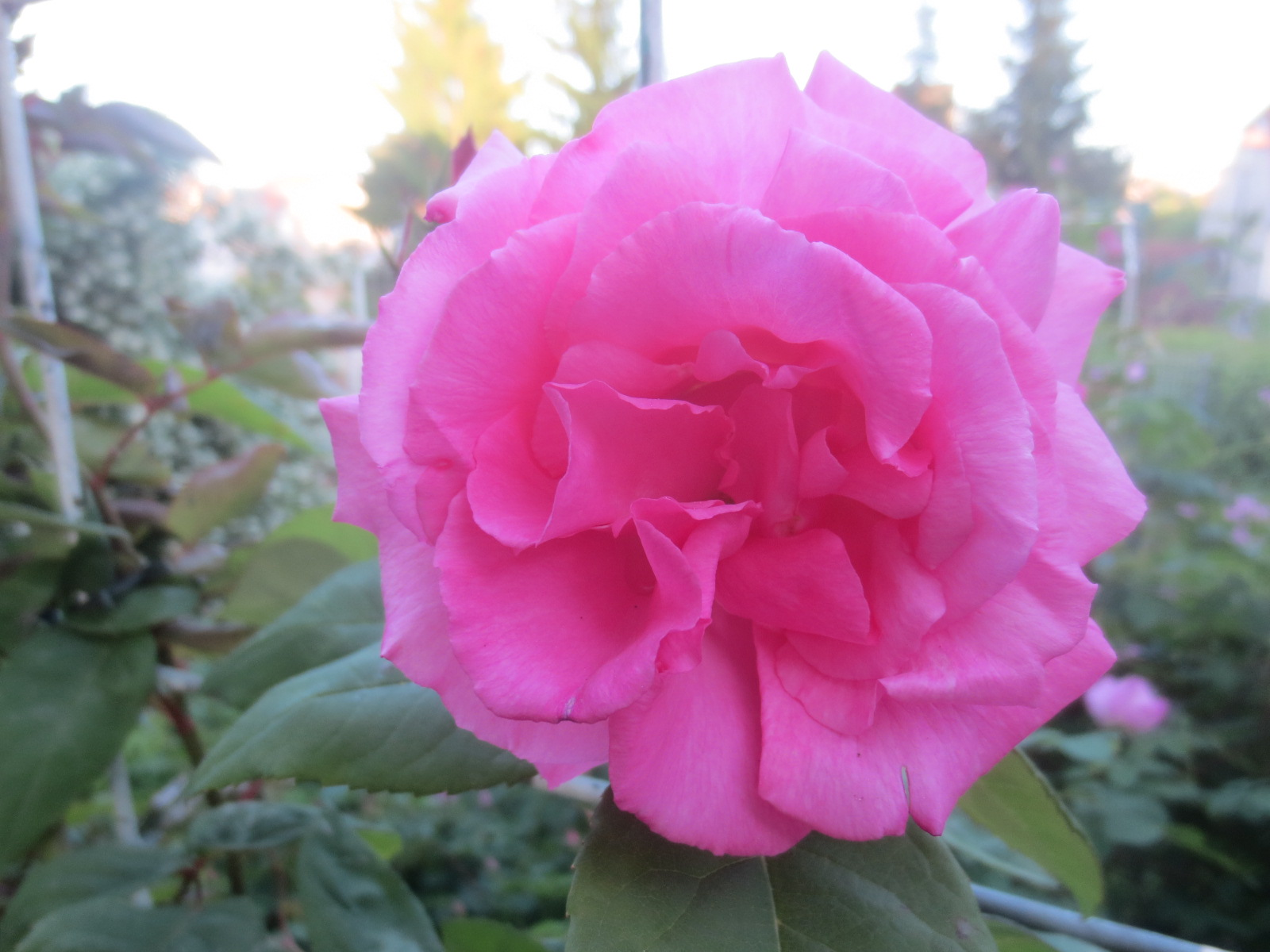

Le clos accueille également parfois des expositions ou des manifestations culturelles temporaires.